# Alice Brady
Alice Brady (født Mary Rose Brady; 2. november 1892, død 28. oktober 1939) var en amerikansk teater- og filmskuespiller.

## Opvækst
Alice Brady blev født i New York City. Faderen var den indflydelsesrige teatermand William A. Brady og moderen var danseren Rosemarie Brady. Moderen døde da Brady kun var tre år gammel og faderen giftede sig derefter med Grace George.

## Karriere
Brady udtrykte sig i en tidlig alder et ønske om at stå på en scene og havde sin første optræden i en alder af 14 år. I 1911, da hun var 18 år var hun med i sin første opsætning på Broadway i The Balkan Princess, som var opsat af sin fader. Hun fortsatte med at optræde på Broadway i 22 år, ofte i produktioner som faderen producerede. I 1931 spillede hun med i udførelsen af Eugene O'Neills spil Sorg klæder Elektra, en rolle som nogle anses for at være hendes største succes.
Faderens virksomhed arbejdede også med filmproduktion og hun fik dermed sin første filmrolle i As Ye Sow i 1914. Hun spillede i over 50 stumfilm; ofte i den glamourøse hovedrolle. Fra 1923 og ti år frem gik hun væk fra filmen for at udelukkende at bruge sin tid på teateret. Da hun vendte tilbage til filmverdenen i 1933 blev det starten på sin mest produktive periode. I 1933 indspillede hun fem film for MGM på bare ét år bl.a. hendes første talefilm When Ladies Meet. I løbet af sin karriere spillede hun overfor berømte skuespillere som Fred Astaire, Ginger Rogers og Mae West. Ved Oscaruddelingen i 1937 blev hun nomineret til Bedste kvindelige birolle for rollen i Godfrey ordner alt. Det følgende år blev hun igen nomineret i samme kategori og vandt denne gang for rollen som In Old Chicago.

## Privatliv
Alice Brady var gift med skuespilleren James Crane fra 1920 til 1922 og sammen fik de sønnen Donald. Brady og Crane spillede overfor hinanden i tre film.

## Død
Hendes sidste filmrolle var i Lincoln – folkets helt, som havde premiere i 1939. Det samme år døde Brady af kræft.

## Filmografi (udvalg)
- 1914 – As Ye Snow (stumfilm)
- 1917 − Betsy Ross som Betsy Ross (stum)
- 1917 – Flygtningen (A Maid of Belgium, stum)
- 1933 – When Ladies Meet
- 1934 – Continental
- 1936 – Godfrey ordner alt
- 1936 –  Tre smarte piger
- 1937 – In Old Chicago
- 1939 – Lincoln – folkets helt

## Galleri
- La Vie de Bohême, 1916
- Bought and Paid For, 1916
- The Gilded Cage, 1916
- The Hungry Heart, 1917
- The Dancer's Peril, 1917
- A Self-Made Widow, 1917
- Her Silent Sacrifice, 1917
- Woman and Wife, 1918
- Woman and Wife, 1918
- The Whirlpool, 1919
- The World To Live In, 1919